# Spoorlijn Berleburg - Allendorf
De spoorlijn Berleburg - Allendorf was een Duitse spoorlijn en is als spoorlijn 2872 onder beheer van DB Netze.

## Geschiedenis
Het traject werd door de Preußische Staatseisenbahnen geopend tussen 1910 en 1911. Sinds 1981 is er geen personenvervoer meer op de lijn. Tussen 1981 en 2002 is ook het goederenvervoer afgebouwd. Alleen tussen Battenberg en Allendorf vinden nog houttransporten plaats.

## Aansluitingen
In de volgende plaatsen is of was er een aansluiting op de volgende spoorlijnen:
aansluiting Hörre
DB 2871, spoorlijn tussen Erndtebrück en Berleburg
Allendorf
DB 2854, spoorlijn tussen de aansluiting Nuttlar en Frankenberg